# كابتن السماء وعالم الغد
كابتن السماء وعالم الغد (بالإنجليزية: Sky Captain and the World of Tomorrow)‏ هو فيلم مغامرة تم إنتاجه في الولايات المتحدة الأمريكية سنة 2004 . الفيلم من إخراج كيري كونران وكتابة كيري كونران ، وهذا الفيلم من بطولة جوينيث بالترو وجود لو وأنجلينا جولي.
.

## الميزانية والإيرادات
بلغت تكلفة إنتاج الفيلم حوالي 70 مليون دولار بينما حقق أرباحا تقدر بـ 57,958,696 دولار.

## روابط خارجية
- كابتن السماء وعالم الغد على موقع IMDb (الإنجليزية)
- كابتن السماء وعالم الغد على موقع ميتاكريتيك (الإنجليزية)
- كابتن السماء وعالم الغد على موقع روتن توميتوز (الإنجليزية)
- كابتن السماء وعالم الغد على موقع نتفليكس (الإنجليزية)
- كابتن السماء وعالم الغد على موقع قاعدة بيانات الأفلام العربية
- كابتن السماء وعالم الغد على موقع ألو سيني (الفرنسية)
- كابتن السماء وعالم الغد على موقع Turner Classic Movies (الإنجليزية)
- كابتن السماء وعالم الغد على موقع أول موفي (الإنجليزية)
- كابتن السماء وعالم الغد على موقع بوكس أوفيس موجو (الإنجليزية)
- كابتن السماء وعالم الغد على موقع فيلمافينيتي (الإسبانية)